# Représentations diplomatiques de la Jamaïque

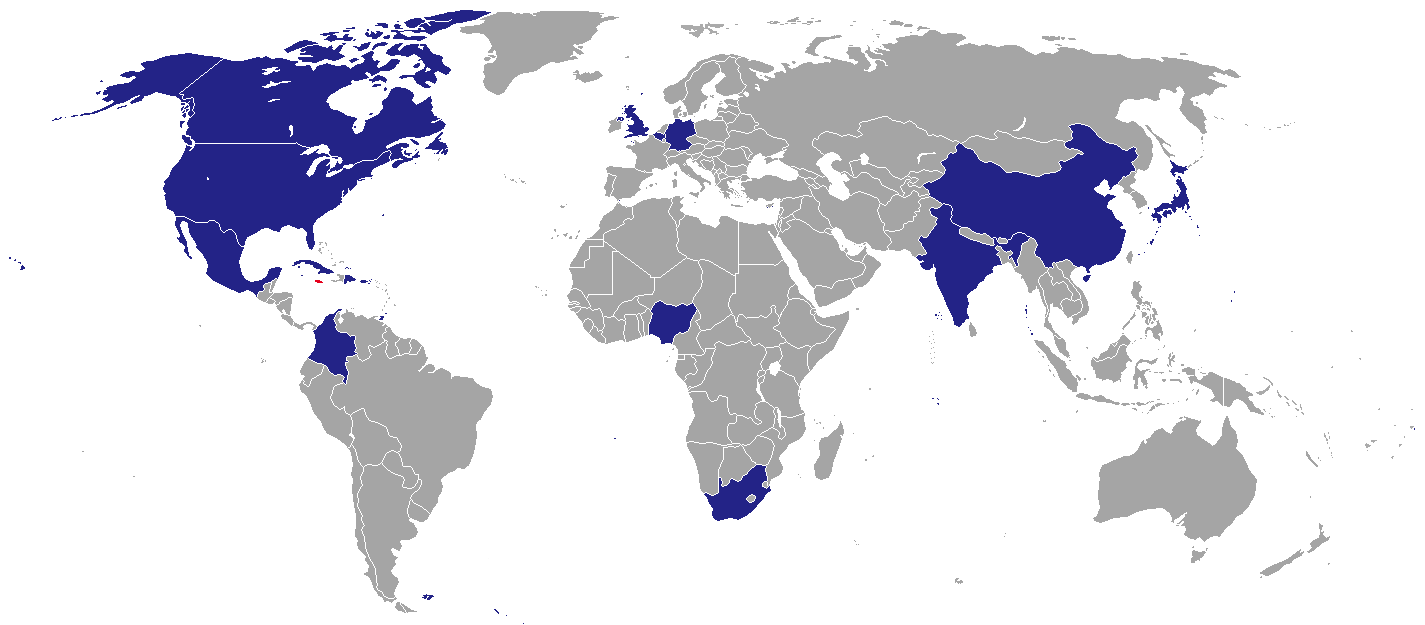
Représentations diplomatiques de la Jamaïque.

Voici les représentations diplomatiques de la Jamaïque à l'étranger :

## Afrique
- Afrique du Sud
  - Pretoria (haute commission)
- Nigeria
  - Abuja (haute commission)

## Amérique
- Brésil
  - Brasilia (ambassade)
- Canada
  - Ottawa (haute commission)
  - Toronto (consulat général)
- Colombie
  - Bogota (ambassade)
- Cuba
  - La Havane (ambassade)
- États-Unis
  - Washington (ambassade)
  - Miami (consulat général)
  - New York (consulat général)
- Mexique
  - Mexico (ambassade)
- République dominicaine
  - Saint-Domingue (ambassade)
- Trinité-et-Tobago
  - Port-d'Espagne (haute commission)
- Venezuela
  - Caracas (ambassade)

## Asie
- Chine
  - Pékin (ambassade)
- Inde
  - New Delhi (haute commission)
- Japon
  - Tokyo (ambassade)

## Europe
- Allemagne
  - Berlin (ambassade)
- Belgique
  - Bruxelles (ambassade)
- Royaume-Uni
  - Londres (haute commission)

## Organisations internationales
- Bruxelles  (mission permanente auprès de l'Union européenne)
- Genève  (mission permanente auprès de l'Organisation des Nations unies)
- New York (mission permanente auprès de l'Organisation des Nations unies)
- Washington (mission permanente auprès de l'Organisation des États américains)

## Galerie

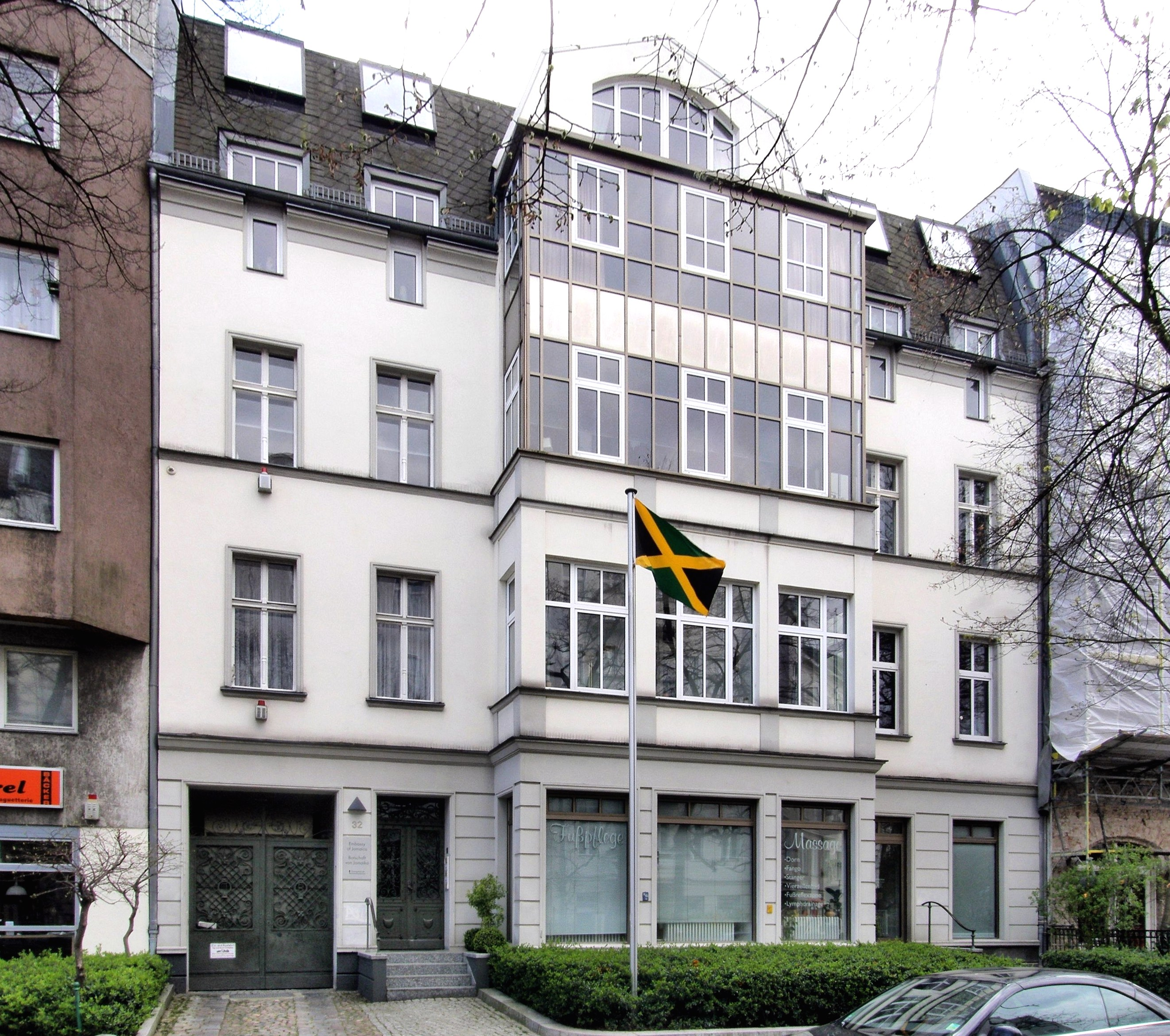
Ambassade à Berlin.
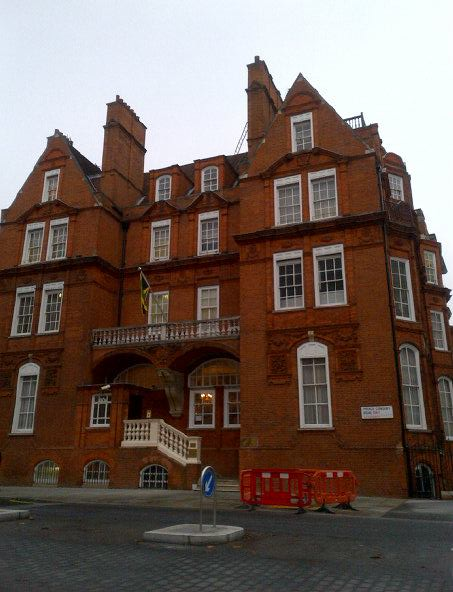
Haute Commission à Londres.
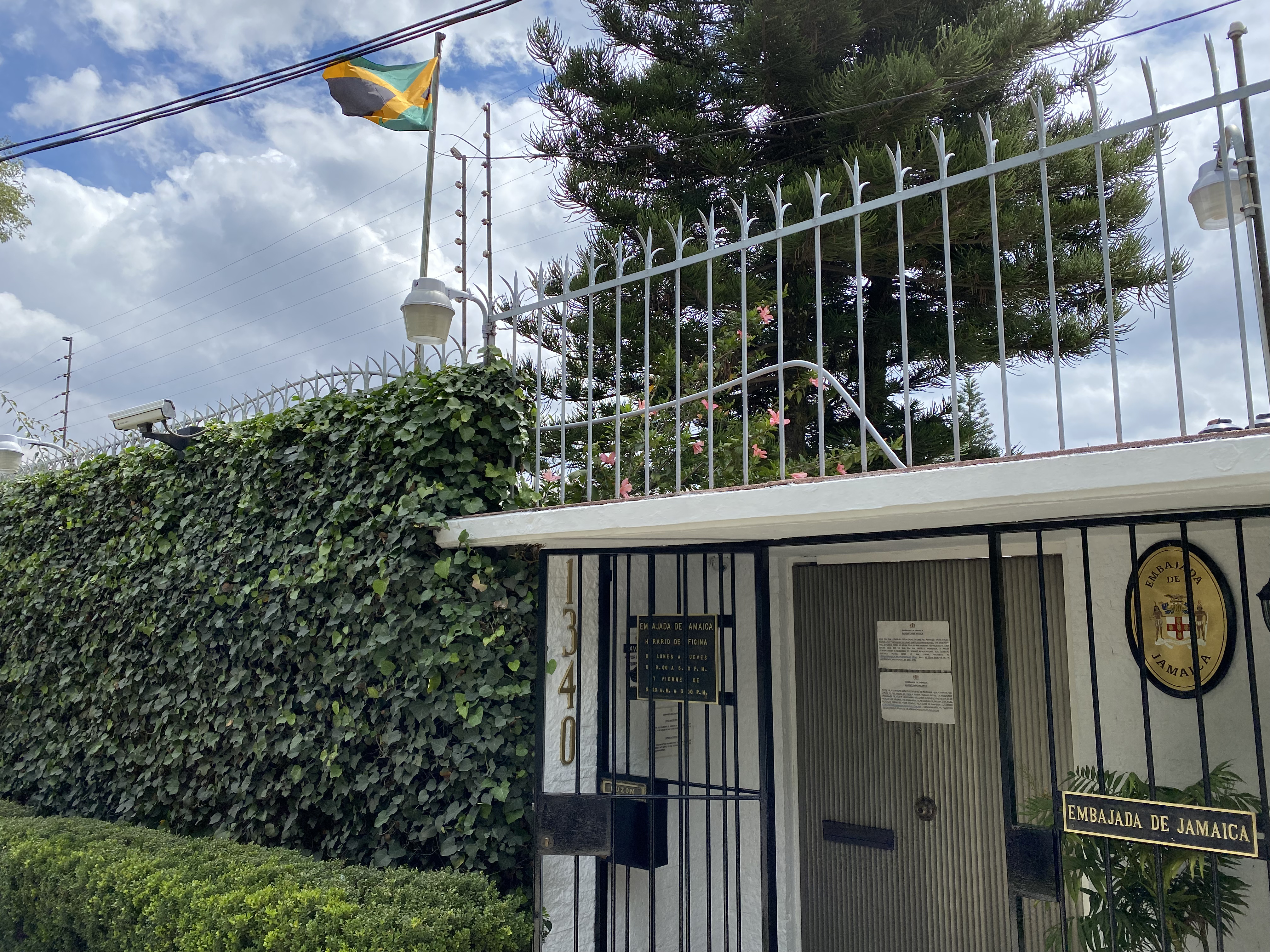
Ambassade à Mexico.
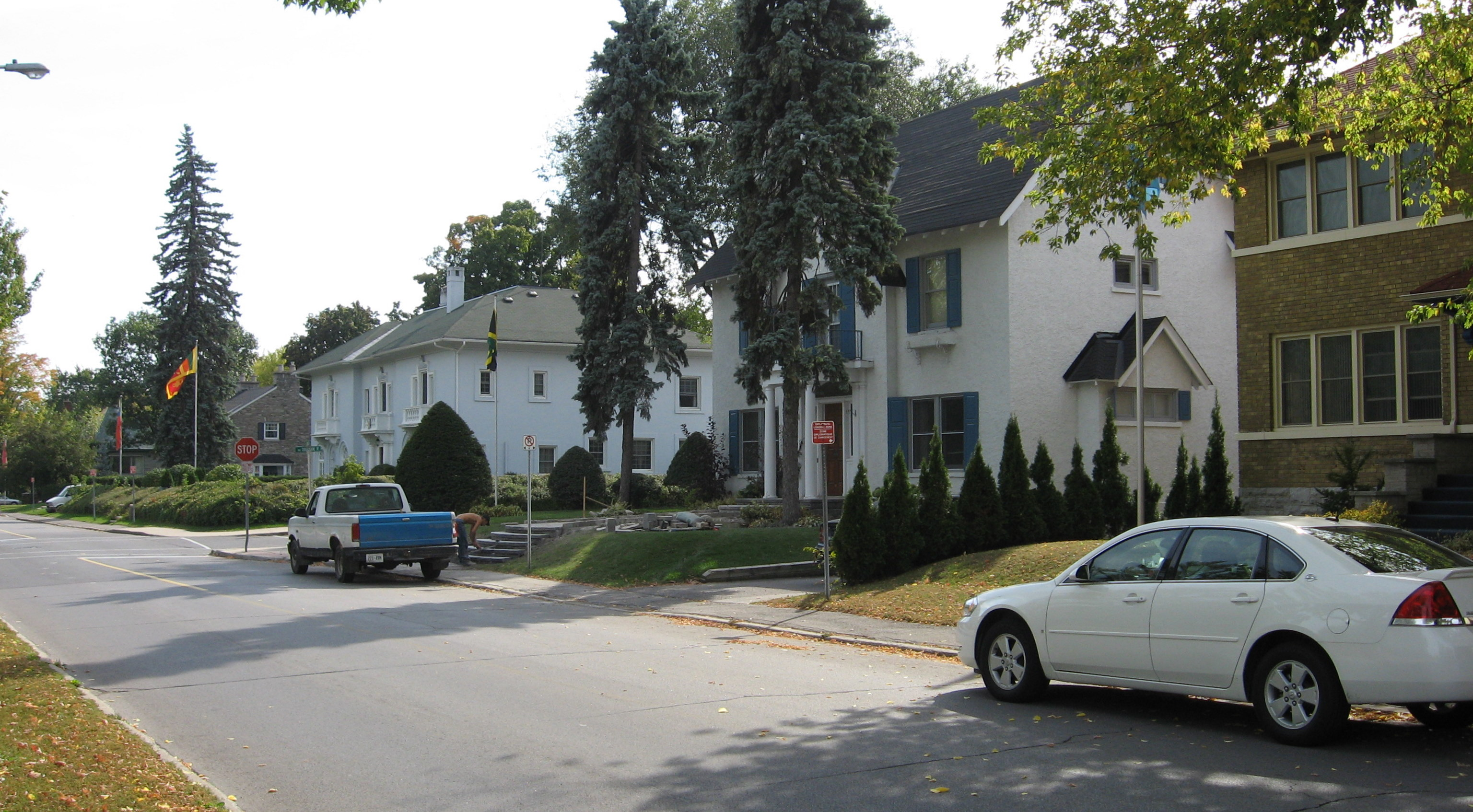
Haute Commission à Ottawa.
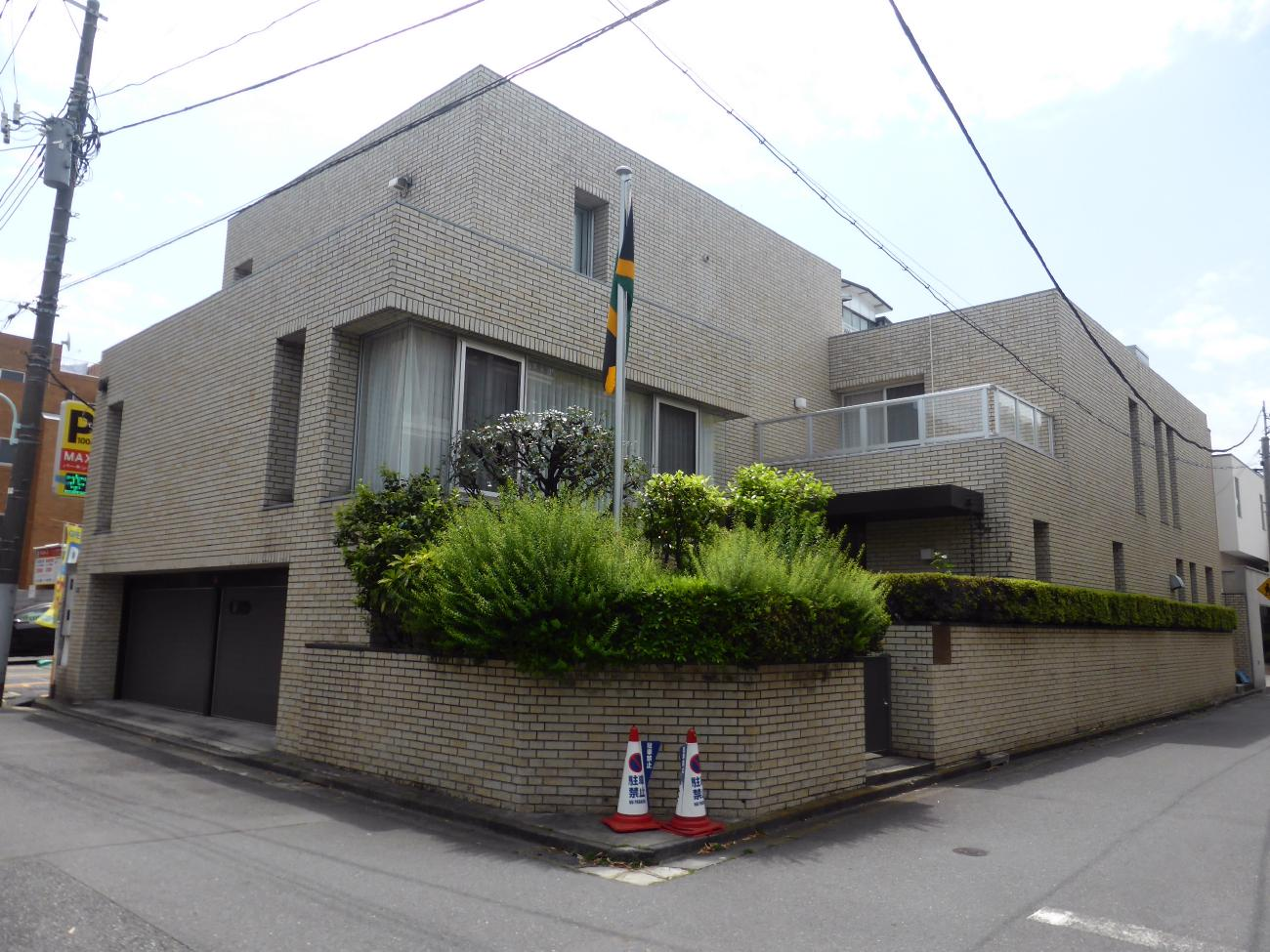
Ambassade à Tokyo.
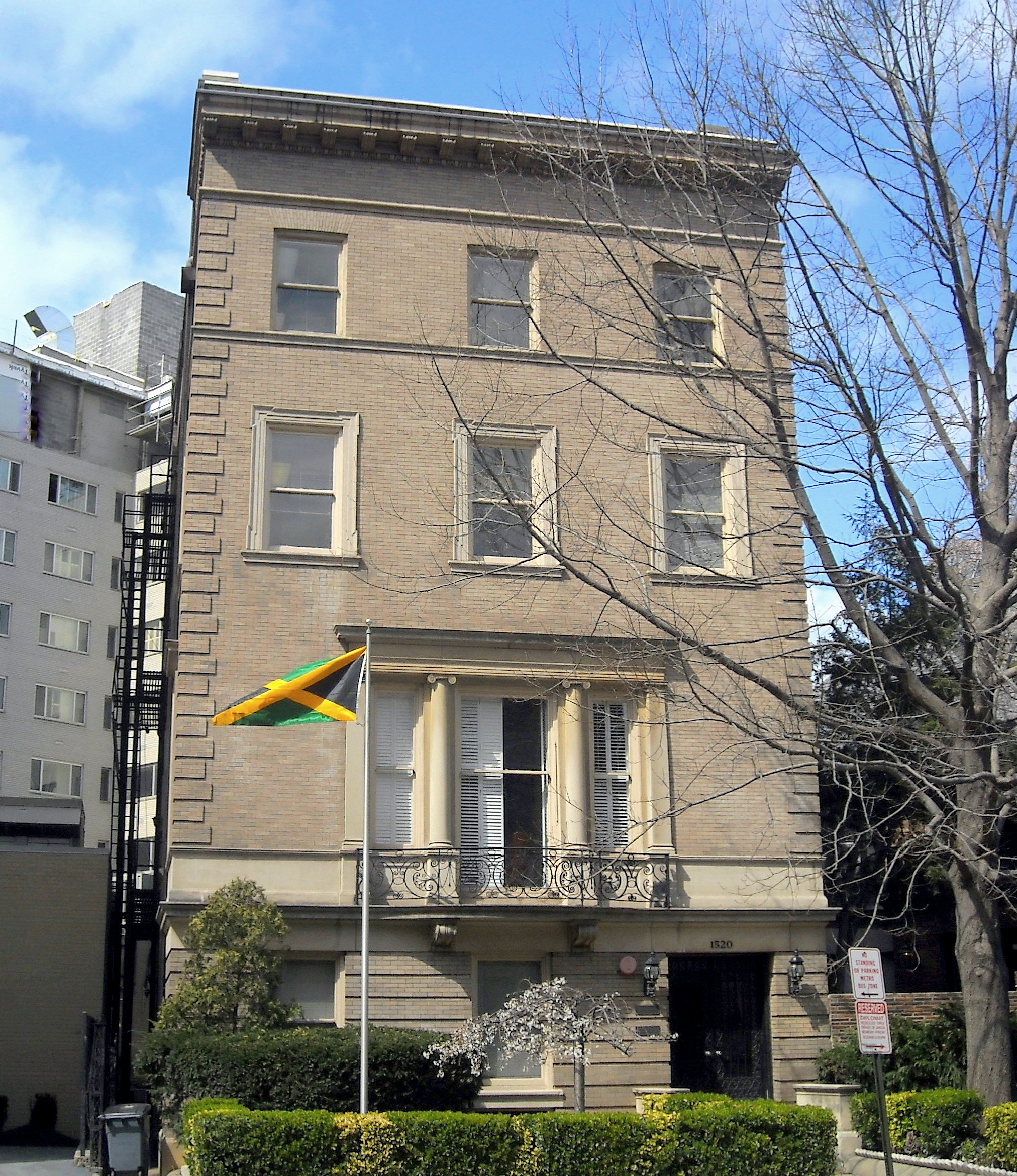
Ambassade à Washington.